# 日開谷川
日開谷川（ひがいだにがわ）は、香川県東かがわ市と徳島県阿波市を流れる吉野川水系の河川である。

## 地理
香川県東かがわ市の南西部の女体山に源を発し、讃岐山脈を横断して徳島県阿波市市場町を南流、同市阿波町南東端で吉野川に合流する。
途中、香川県道・徳島県道2号津田川島線と並行に流れていく。

## 支流
- 金清川
- 仁賀木谷川
- 馬木谷川
- 僧都谷川
- 大影谷川
- 高西谷川

## 自然景勝地
- みぞおちの滝
- 城王山

## 流域の自治体
香川県
東かがわ市
徳島県
阿波市